# NGC 2329
NGC 2329 (również PGC 20254 lub UGC 3695) – galaktyka eliptyczna (E-S0), znajdująca się w gwiazdozbiorze Rysia. Odkrył ją William Herschel 9 lutego 1788 roku.